# Albano Sant'Alessandro
Albano Sant'Alessandro é uma comuna italiana da região da Lombardia, província de Bérgamo, com cerca de 6.756 habitantes. Estende-se por uma área de 5,28 km², tendo uma densidade populacional de 1280 hab/km². Faz fronteira com Bagnatica, Brusaporto, Costa di Mezzate, Montello, Pedrengo, San Paolo d'Argon, Seriate, Torre de' Roveri.

## Demografia
| Variação demográfica do município entre 1861 e 2011                               |
|                                                                                   |
| Fonte: Istituto Nazionale di Statistica (ISTAT) - Elaboração gráfica da Wikipedia |